# 阿玛比埃
阿玛比埃（日语： Amabie）是一种日本传说中的人鱼形生物，又意译为“海异光”。它有着长髮、鸟嘴、鱼身及三条腿（鳍），从海中出现，能保佑丰收，祛除瘟疫。

## 传说
据传，阿玛比埃曾于江户时代的弘化三年四月中旬（公元1846年5月中旬）出现在肥后国（今日本熊本县）。几乎每天晚上，人们都可以看到海上有一个发光物体。当地的官吏去海滩上进行调查，目击到它的存在。根据这位官吏绘制的草图，这种怪物蓄长髮、嘴像鸟喙，从颈部以下都被鳞片覆盖，并且长着三条腿。据官吏所说，怪物自称为“阿玛比埃”，住在海上，并预言说：“从今起往后的六年里，各地都会有好收成，如果疫病蔓延，只要把我的画像给生病的人看，他们的病痛就会被治愈。”话毕，阿玛比埃就回到了海中。这个故事和阿玛比埃的画像一起出现在了雕版印刷的瓦版（小報）上（这也是判断阿玛比埃传说起源日期的最重要证据），这使得阿玛比埃的传说得以在日本流传开来。

## 类似妖怪
阿玛比埃仅有一个目击记录，其名意味不明。阿玛比埃被认为是“阿磨比古”（ Amabiko）的变种，后者汉字写法又有尼彥、天彥、天日子、海彥、尼彥入道、天彥入道等。阿磨比古有三条腿，外形类似猿猴，也有预言及祛除瘟疫的功能。有观点认为，阿玛比埃有可能是阿磨比古的误记，两者的日语写法只有最后一个假名不同。 也有一些中文报道将阿玛比埃翻译为尼彥。

## 流行文化

### 动画
在动画片《鬼太郎》中，阿玛比埃是日本47县中的熊本县代表妖怪，外表是有着紫色长发、体色碧绿、有着鸟嘴的人鱼妖怪。

### 2019冠状病毒流行时期

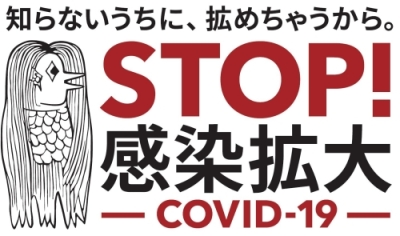
“STOP! 感染扩大——COVID-19”，2020年日本厚生劳动省制作的防疫宣传海报

在2019冠状病毒病流行时期，阿玛比埃在日本的Twitter上成为了热门话题。从2020年二月底起，日本网民开始在推特上创作以“阿玛比埃”为主题的绘画，带有相关话题的推文在3月份达到了每天上万条。在许多漫画家（如羽海野千花、冈崎真里与青木俊直）都在社交网站上发布了以阿玛比埃为主题的卡通形象作品。 阿玛比埃很快在整个日本社会流行开来。有爱知县的神社在自己的御朱印（一种融合了书法和绘画的参拜纪念）中加入了阿玛比埃的元素，有秋田县的和果子商店推出了以阿玛比埃为原型的点心，还有全国性的快递公司在自己的卡车上印上阿玛比埃的图像。日本政府主管疫情应对的厚生劳动省也于4月9日在自己的官方推特上传了画有该妖怪的宣传海报，提醒民众避免不必要的外出。
2020年6月15日，日本最大廣告公司電通向特許廳申請將註冊為商標，引起網友的議論。
2020年11月，荃灣海之戀商場以阿瑪比埃為聖誕裝飾主題，希望能為市民驅走疫症。